# 地方中枢拠点都市
地方中枢拠点都市圏（ちほうちゅうすうきょてんとしけん）は、総務省が示す「地方中枢拠点都市」の要件に該当する中心市の都市圏の範囲で行う市町村の広域連携の1つ。制度は2014年に連携中枢都市圏へ統合された。
定住自立圏（中心市：人口5万人程度以上）と比べて中心市の人口要件などのハードルが高くなっている。また、広域連合や一部事務組合よりも政策範囲が広く、産学官連携・官民一体の経済戦略の策定が可能である。
なお、「地方中枢都市圏」や「地方中枢都市」とは異なる定義なので混同注意（札仙広福参照）。

## 地方中枢拠点都市の要件
三大都市圏（東京・名古屋・大阪）以外の都市で、人口20万人以上で昼夜間人口比率1以上など地方都市圏において相当規模の人口と中核性を有する政令指定都市や中核市。61市が要件を満たしている。

## 地方中枢拠点都市圏の形成
地方中枢拠点都市となる要件を満たす自治体はまず「地方中枢拠点都市宣言」を行って周辺都市など新都市圏の将来推計人口などを明示する。そして連携協約を締結して公共施設やインフラの整備・運営・統廃合などに関する取り組みの役割分担を打ち出した後に関係自治体と地元の民間事業者で組織する「地方中枢拠点都市圏ビジョン懇談会」を設け、約5年間の実施計画を策定。総務省や都道府県は必要に応じ新都市圏の形成に向けた技術的な助言を行う。

## 沿革
- 2013年（平成25年）
  - 3月、姫路市が人口50万人以上の政令指定都市や中核市（新潟市・浜松市・熊本市・宇都宮市・東大阪市・松山市）に呼びかけて中枢拠点都市研究会を設置。同5月、国に同都市制度の創設と財政措置を要望[3][4]。
  - 6月、第30次地方制度調査会「大都市制度の改革及び基礎自治体の行政サービス提供体制に関する答申」において、ゆるやかな広域連携を可能とする仕組みの制度化が盛り込まれた[5]。

## 新たな広域連携モデル構築事業
総務省が「新たな広域連携モデル構築事業」（募集期間：2014年4月7日～5月8日、事業予算：1.3億円（1件あたりの事業額は、原則として1,500万円を上限））として、連携協約に向けパイロット的に取り組む地域を募集したところ、2014年7月に、地方中枢拠点都市モデル事業として9地域、都市から遠い自治体の業務を都道府県が補完するモデル事業として2地域が選ばれた。

### 地方中枢拠点都市モデル事業として選定された地域
核となる地方中枢拠点都市と関係市町村（カッコ内）
- 盛岡市：2市5町（【岩手県】八幡平市・滝沢市・雫石町・葛巻町・岩手町・紫波町・矢巾町）
- 姫路市：7市8町（【兵庫県】相生市・加古川市・赤穂市・高砂市・加西市・宍粟市・たつの市・稲美町・市川町・播磨町・福崎町・佐用町・神河町・太子町・上郡町）
- 倉敷市：6市3町（【岡山県】笠岡市・井原市・総社市・高梁市・新見市・浅口市・早島町・里庄町・矢掛町）
- 広島市：10市6町（【広島県】呉市・竹原市・三原市・大竹市・東広島市・廿日市市・安芸高田市・江田島市・安芸太田町・北広島町・府中町・海田町・熊野町・坂町、【山口県】岩国市・柳井市）
- 福山市：5市2町（【岡山県】笠岡市・井原市、【広島県】三原市・尾道市・府中市・世羅町・神石高原町）
- 下関市・北九州市：両市合同
- 北九州市：5市11町（【福岡県】直方市・行橋市・豊前市・中間市・宮若市・芦屋町・水巻町・岡垣町・遠賀町・小竹町・鞍手町・苅田町・みやこ町・吉富町・上毛町・築上町）
- 熊本市：3市9町1村（【熊本県】宇土市・宇城市・合志市・美里町・玉東町・大津町・菊陽町・西原村・御船町・嘉島町・益城町・甲佐町・山都町）
- 宮崎市：最小単位（2町：【宮崎県】国富町・綾町）、最大単位（宮崎県全域）

### 都市から遠い自治体の業務を都道府県が補完するモデル事業として選定された地域
業務を補完する県と条件不利地域の町村（カッコ内）
- 鳥取県：6町1村（日吉津村・大山町・南部町・伯耆町・日南町・日野町・江府町）
- 大分県：1町1村（九重町・姫島村）